# Imre Izsák
Imre Gyula Izsák (Zalaegerszeg, Hungría, 21 de febrero de 1929 – París, Francia, 21 de abril de 1965) fue un matemático, físico especializado en mecánica celeste y astrónomo húngaro nacionalizado estadounidense. Como geodesta, fue capaz en 1961 de modelizar la geometría del geoide a partir del campo gravitatorio de la Tierra, deducido a su vez de los datos telemétricos de los satélites estadounidenses. 

## Educación
Su padre, Gyula Izsák, enseñó biología y geografía en Zalaegerszeg. Su madre, Aranka Pálfi, era matemática y profesora de física.
Izsák recibió su escolarización básica en Zalaegerszeg. Después de la muerte temprana de su madre, continuó sus estudios en la Escuela Real Elemental en Kőszeg, donde fue particularmente influido por su profesor de geografía y ciencias, Szilárd Zerinváry, quien posteriormente se haría famoso en Hungría por sus libros sobre astronomía y las estrellas.
Gracias a sus capacidades matemáticas excepcionales, Izsák fue enviado a estudiar en la Escuela Militar de Ingeniería de Cadetes Artúr Görgey en Esztergom. Cercano el final de la Segunda Guerra Mundial, su clase entera de cadetes militares fue deportada a Alemania, donde se convirtió en prisionero de guerra.
Finalizada la guerra con la derrota alemana, regresó a su ciudad natal desde un campo de prisioneros en 1945, y se matriculó en el 6.º grado en el Instituto Ferenc Deák (posteriormente Miklós Zrínyi). Al año siguiente, completó simultáneamente el 7º y el 8º grados con resultados excepcionales, clasificándose 1º y 2º en competiciones nacionales de matemáticas.
Obtuvo su grado universitario en matemáticas y física en la Universidad de Artes y Ciencias Loránd Eötvös de Budapest. Mientras permaneció allí, fue residente en el Colegio Eötvös, una institución para alumnado de élite de la universidad. Durante su segundo año publicó un artículo sobre geometría diferencial que causó cierta controversia, ante la incredulidad de algunos  que desconfiaban de que hubiera podido ser escrito por un joven estudiante. 
Las conferencias de István Földes suscitaron su interés por la mecánica celeste. Durante sus años universitarios, fue ayudante en el observatorio fundado por Miklós Konkoly-Thege. Continuó trabajando allí después de obtener su graduación en el verano de 1951. En el observatorio, fue supervisado por László Detre y Júlia Balázs y comenzó a trabajar en su grado avanzado a la edad de 22 años.
En 1953 se incorporó al Observatorio Szabadsághegyi, dedicándose poco después a la docencia en la Universidad de Artes y Ciencias de Szeged.

## Mecánica celeste
Izsák estuvo interesado en el problema de los tres cuerpos y en el problema de los n cuerpos. Estudió las emisiones de luz de los cuásares; y después de defender su doctorado, ignorando la opinión general de que la mecánica celeste era un campo resuelto; regresó a su tema favorito y empezó a trabajar en las trayectorias de cohetes y satélites. En aquella época, poner sus ideas en práctica solo era posible en la Unión Soviética o en los EE. UU., y los contactos internacionales desde Hungría estaban limitados a conferencias ocasionales en la Unión Soviética. Por lo tanto, en noviembre de 1956, durante la revolución húngara,  aprovechó la apertura de fronteras y emigró a Austria.
Poco después viajó a Suiza, donde el director del Observatorio de Zürich le ofreció un puesto de trabajo. Llegó a Zürich el 9 de enero de 1957, y ya en abril era investigador con dedicación exclusiva en el instituto de física solar. Además de sus tareas de investigación,  enseñó navegación astronómica y medida del tiempo a estudiantes universitarios. Empezó a aprender inglés y a formar parte de la comunidad científica internacional. Sus resultados sobre el cálculo de órbitas de satélites le valieron una invitación a Cincinnati, Ohio. Pronto se convirtió en una de las más respetadas autoridades en el tema. Aceptó una oferta para un puesto en el Observatorio Astrofísico Smithsoniano en Cambridge, Massachusetts, que era el instituto primario para procesar los datos orbitales de los satélites de EE. UU. El trabajo iniciado en Cambridge en 1959 le condujo a sus éxitos más grandes. Tenía acceso a los ordenadores necesarios para llevar a cabo cálculos mucho más precisos que anteriormente. El ritmo de trabajo era intenso: con sus colaboradores publicó un artículo tras otro, y extendió su trabajo a las aplicaciones geodésicas de los satélites.
El objetivo definitivo de sus cálculos era la determinación de la forma precisa de la Tierra, que durante mucho tiempo había sido considerada aproximadamente como un elipsoide de revolución. Utilizó las observaciones de las órbitas de los satélites para cuantificar las desviaciones de esta forma. Un problema clásico de mecánica celeste es calcular la órbita de una luna dada una distribución conocida de masas. Izsak solucionó el problema inverso, utilizando aproximaciones armónicas en sus cálculos. Por ejemplo, reconstruyó el campo gravitacional de la Tierra descomponiéndolo en monopolos, dipolos, cuadrupolos, etc. La configuración expresada por estos cálculos no permite deducir directamente la forma de la Tierra, pero sí modelizar con precisión su campo gravitatorio. Izsák descubrió que la forma del ecuador no es un círculo exacto, con una desviación aproximada de uno por cada 400 metros. Este resultado supuso mejorar varias magnitudes cualquier aproximación anterior.
El 1 de junio de 1961 hizo públicos oficialmente sus cálculos sobre la forma de la Tierra y de su superficie. Esto lo convirtió en centro de la atención científica y rápidamente le proporcionó fama internacional. Recibió invitaciones frecuentes y dio conferencias en todo el mundo. Continuó trabajando intensamente, comprometiéndose a escribir un libro de texto universitario sobre los movimientos de los satélites mientras fue lector en la Universidad de Harvard. En reconocimiento a sus méritos,  accedió a uno de los puestos de científico jefe en la NASA.
Izsák se casó el 7 de junio de 1962 con Emily Kuempel Brady, una profesora de literatura inglesa en la Universidad de Boston. Se nacionalizó estadounidense el 24 de febrero de 1964. Aquel otoño nació su hijo Andrew.
En 1965 asistió a una conferencia sobre satélites geodésicos en París, donde murió de un ataque al corazón en su habitación de hotel el 21 de abril de 1965, a la edad de 36 años. Fue enterrado en Cambridge, Massachusetts, el 28 de abril.

## Reconocimientos
- El cráter lunar Izsak conmemora su nombre.
- El asteroide (1546) Izsák también lleva esta denominación en su honor.[2]
- El Instituto de Astrofísica Imre Gyula Izsák de la Universidad Loránd Eötvös de las Artes y Las Ciencias de Budapest recibió en 2007 este nombre en su memoria.[3]

## Lecturas relacionadas
- Magyar tudóslexikon A-tól Zs-ig. Főszerk. Nagy Ferenc. Budapest: Better; MTESZ; OMIKK. 1997. 407–408. o. ISBN 963-85433-5-3

- Datos: Q1098982
- Multimedia: Imre Izsák / Q1098982